# منتخب جنوب إفريقيا لاتحاد الرغبي
منتخب جنوب أفريقيا الوطني لإتحاد الرجبي هو المنتخب الرياضي الذي يمثل جنوب أفريقيا في منافسات اتحاد الرجبي، يعتبر هذا المنتخب من أقوى منتخبات العالم في الرغبي، حيث تمكن من الفوز بكأس العالم للرجبي مرتين وكان ذلك في 1995 و2007.

## وصلات خارجية
- الموقع الرسمي موقع إتحاد جنوب أفريقيا للرغبي